# Subject to Change
Subject to Change was het eerste en enige ep van de Amerikaanse hardcore punk band The Faith. Het werd uitgegeven in december 1983 door Dischord Records. Geen van de nummers op dit album zijn ook te horen op het eerder uitgegeven splitalbum Faith/Void Split.

## Nummers
Kant A
1. Aware - 1:40
2. Say No More - 1:30
3. Limitations - 1:24
4. No Choice - 1:03

Kant B
1. Untitled - 1:07
2. Subject to Change - 1:33
3. More of the Same - 1:33
4. Slowdown - 2:58

## Band
- Chris Bald - basgitaar
- Ivor Hanson - drums
- Michael Hampton - gitaar
- Eddie Janney - gitaar
- Alec MacKaye - zang